# Failon
Failon est un village de Belgique situé en province de Namur dans la commune de Havelange.
Avant la fusion des communes, Failon faisait partie de la commune de Barvaux-Condroz. Sous l'ancien régime, Failon formait avec le hameau de Buzin la commune de Buzin-Failon.

## Situation
Failon, traversé par la route nationale 938 appelée Grand Route, se situe à la limite du Condroz et de la Famenne entre les villages de Maffe et Barvaux-Condroz. 

## Patrimoine
L'église Notre-Dame construite en brique avec parements en pierre de taille date de 1861. Elle est entourée par le cimetière.
On trouve aussi au nord du village une petite chapelle en brique rouge marquée d'une croix dessinée en brique blanche.